# Nicolas Crousse
 (août 2023).
- Si vous ne connaissez pas le sujet, laissez ce bandeau (vous pouvez alors contacter les auteurs).
- Si vous supprimez le contenu mis en cause (vous pouvez préalablement contacter les auteurs),

argumentez précisément cette suppression dans la page de discussion
(un manque de référence n'est pas un argument ; une recherche réelle de référence doit avoir été effectuée, être formellement documentée).
 (août 2023).
Si vous disposez d'ouvrages ou d'articles de référence ou si vous connaissez des sites web de qualité traitant du thème abordé ici, merci de compléter l'article en donnant les références utiles à sa vérifiabilité et en les liant à la section « Notes et références ».
Nicolas Crousse (25 février 1966 à Bruxelles en Belgique) est un écrivain et journaliste belge. 

## Biographie
Il est le fils cadet du poète Jean-Louis Crousse et de Jacqueline De Geest. Il est le père de trois filles.
Depuis le début des années 2000, Nicolas Crousse a publié de nombreux ouvrages : essais, romans, livres de portraits consacrés à la chanson et au cinéma, recueil de chansons. Il a également signé une série radiophonique à la RTBF, en septembre 2001, joyeusement inspirée par son voyage en solitaire dans le Transsibérien, de la Russie à la Chine, en passant par la Mongolie.
Il est journaliste culturel au quotidien belge Le Soir, après avoir écrit dans Le Vif/L'Express et Le Matin, où il lança en 1999 la Semaine Internationale de la Mauvaise Humeur. Spécialisé dans le portrait d'artiste et le grand entretien, il a rencontré depuis le début des années 90 Léo Ferré, Isabelle Adjani, Yehudi Menuhin, Raymond Devos, Blanche Gardin, Lars von Trier, Patti Smith, David Hockney, Cecilia Bartoli, Woody Allen, Michel Bouquet, Christian Bobin, Virginie Despentes, David Lynch, Roberto Saviano, Sebastião Salgado...
En 2012, il cosigne avec Thomas van Zuylen le documentaire Crimes d'artistes, qui donne la parole à des artistes et personnalités (Robert Badinter, Bertrand Tavernier, Lucas Belvaux, Joachim Lafosse...) s'interrogeant sur les liens entre fictions et tragédies du réel (affaires Jean-Claude Romand, Véronique Courjault ou Geneviève Lhermitte).
Entre 2008 et 2016, il est à l'initiative de fêtes dédiées à Bruxelles à trois artistes, et en leur présence : Pierre Etaix (2008), Jaco Van Dormael (2009) et Guy Bedos (2016).
Dans son livre Retour en pays natal (2021), il célèbre les souvenirs de son enfance et fait danser les ombres d’un passé évanoui.

## Récompenses
- Prix Coq de la critique (2007).
- Prix Dexia du reportage politique (2008).

## Préfaces
- 2003 : Visages du cinéma européen, par Fabian Maray, Ed. Le Félin/Luc Pire
- 2005 : Portraits crachés, de Jean-Pierre Verheggen, Ed. Le Somnambule équivoque
- 2008 : Un asile de flou nommé Belgique, de Philippe Dutilleul, Ed. Buchet Chastel

## Filmographie
- 2012 : Crimes d'artistes, coréalisé avec Thomas van Zuylen. https://vimeo.com/52001038